# Fischen im Allgäu
Fischen im Allgäu är en kommun och ort i Landkreis Oberallgäu i Regierungsbezirk Schwaben i förbundslandet Bayern i Tyskland.
Kommunen ingår i kommunalförbundet Hörnergruppe tillsammans med kommunerne Balderschwang, Bolsterlang, Obermaiselstein och Ofterschwang.